# Майстер спорту Росії
Майстер спорту Росії (рос. Мастер спорта России; МС) — спортивне звання в Російській Федерації.
Звання «Майстер спорту Росії» є вище від «Кандидат в майстри спорту», і менше ніж «Майстер спорту Росії міжнародного класу» та «Заслужений майстер спорту Росії».
Майстер спорту Росії є еквівалент попередньої спортивної нагороди — «Майстер спорту СРСР».
Значок «Майстер спорту» почали вручати спортсменам у 1935 році.

## Норми присвоєння звання
Для присвоєння звання МС обов'язковою умовою є участь у суддівстві змагань не менше 3-х суддів всеросійської або міжнародної категорії.

## Порядок присвоєння
Спортивне звання МС присвоюється федеральним органом виконавчої влади в галузі фізичної культури і спорту за поданням:
- органом виконавчої влади суб'єкта Російської Федерації в галузі фізичної культури і спорту. Документи проходять узгодження з відповідною загальноросійської федерацією (союзом, асоціацією), акредитованої федеральним органом виконавчої влади в галузі фізичної культури і спорту;
- спеціально уповноваженими структурними підрозділами федеральних органів виконавчої влади — для відомчих видів спорту.